# Herzog Fülöp Ferenc
Herzog Fülöp Ferenc, Philipp Herzog (Bécs, 1860. február 16. – Budapest, Erzsébetváros, 1925. március 17.) magyar építész.

## Pályája

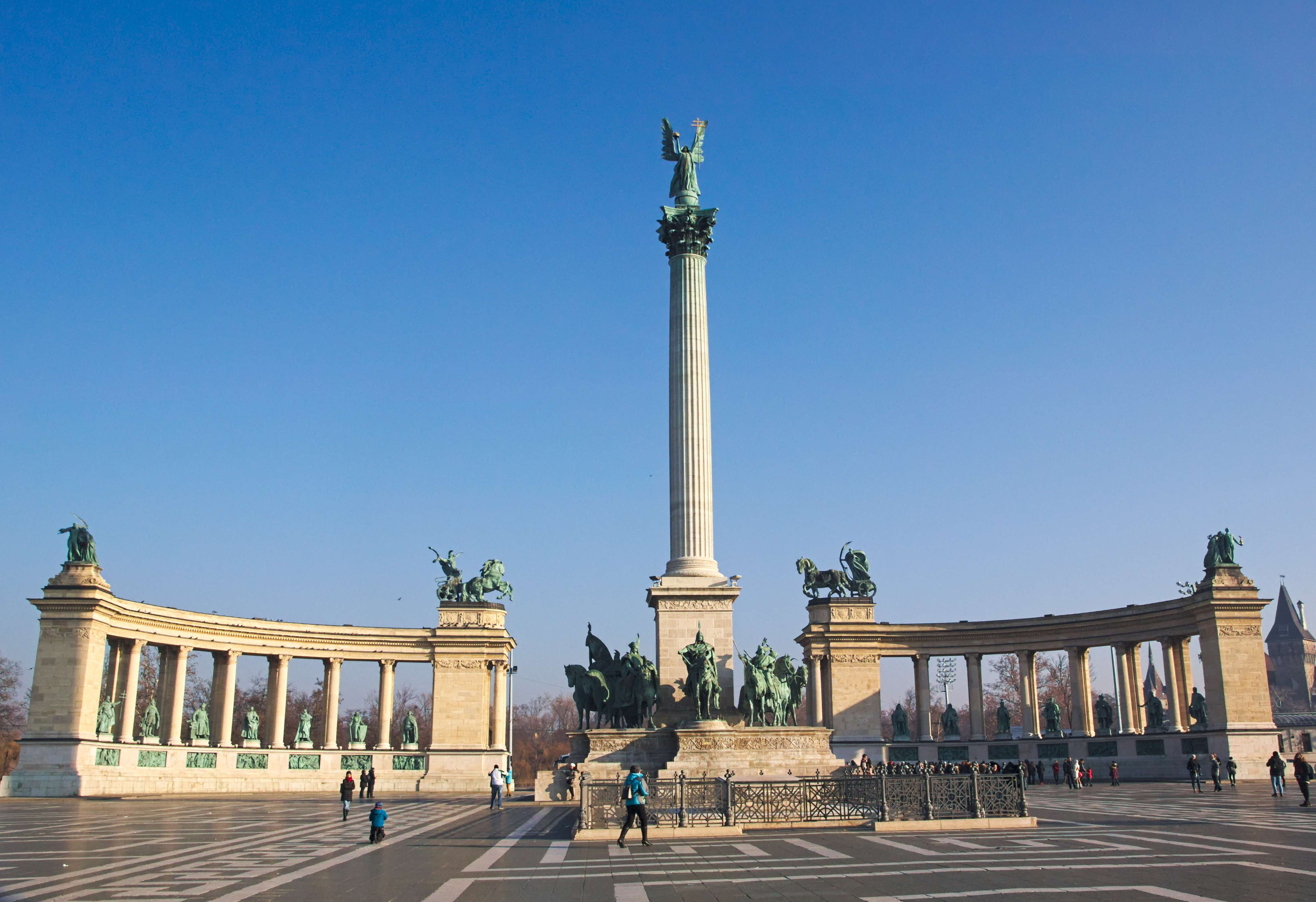
A Millenniumi emlékmű

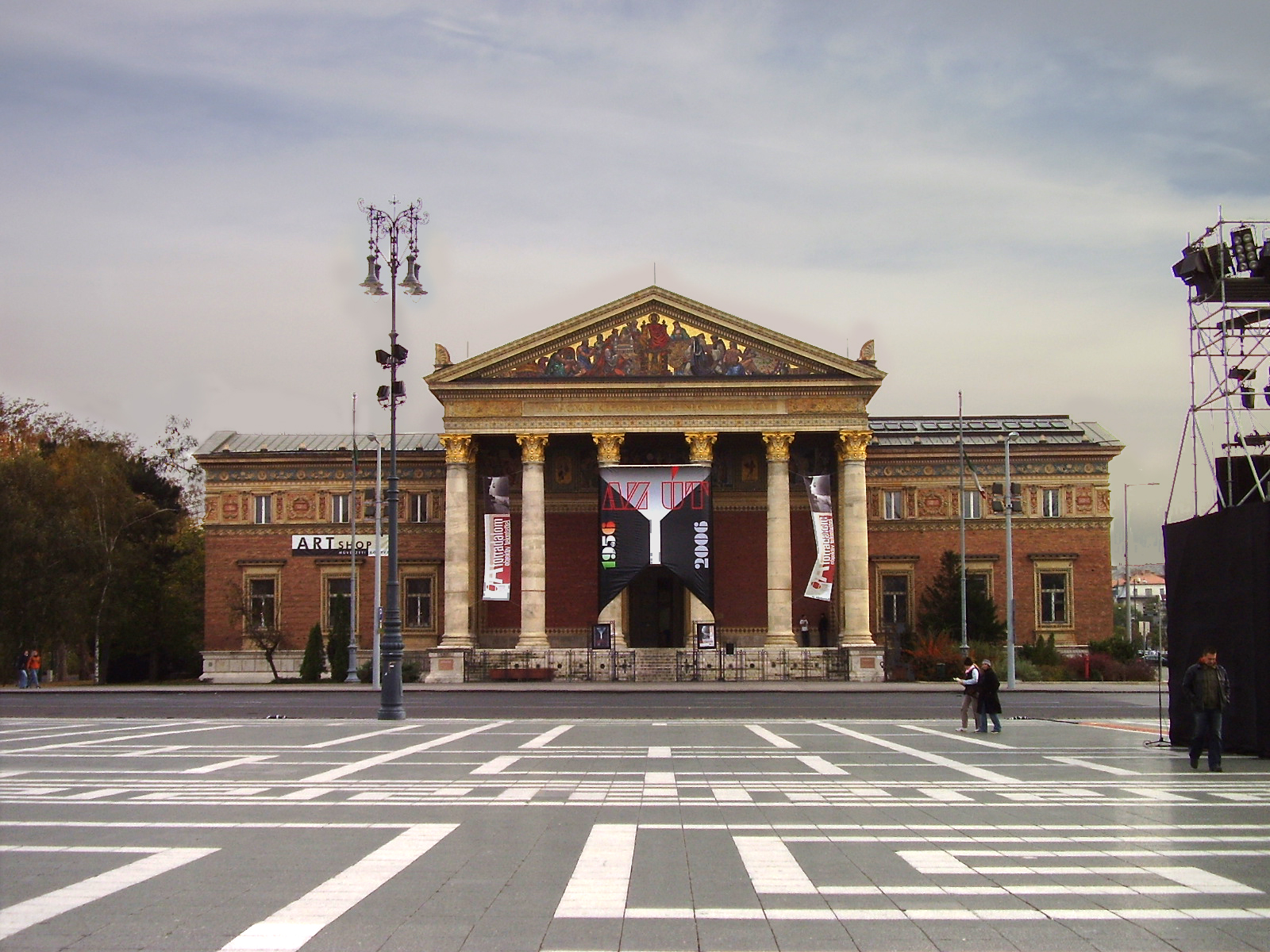
A Műcsarnok

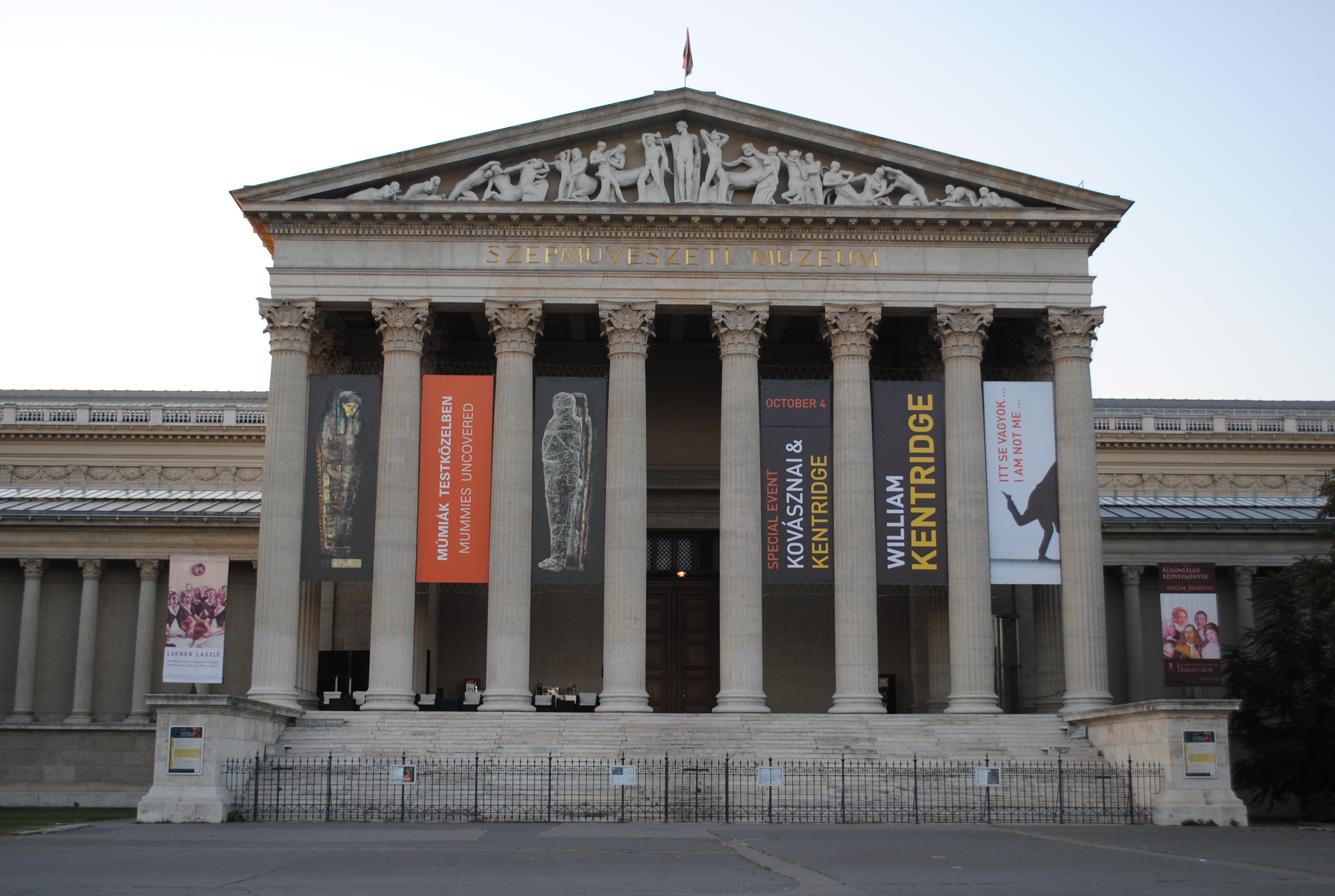
A Szépművészeti Múzeum

Jakob Herzog kereskedő és Sofie Kollmann (1819–1895) fia. Felsőfokú tanulmányait a bécsi műegyetemen végezte. 1888-ban kitért az evangélikus hitre. Az 1890-es években Budapestre költözött. Társult Schickedanz Alberttel, akivel együtt tervezte meg és építette fel a Millenniumi emlékművet (1897–1905), az új Műcsarnokot (1905), a Szépművészeti Múzeumot (1899–1907), valamint Semmelweis Ignác és Szilágyi Sándor síremlékeit. Felesége Weletzky Eleonóra Cecília volt.
Sírja a Fiumei úti sírkertben található (54-2-81).

## Ismert épületeinek listája
- A Millenniumi Földalatti Vasút lejárócsarnokainak egy része (1896)[4] – Schickedanz Alberttel közösen
  - Gizella téri (ma: Vörösmarty téri) két lejárócsarnok
  - Oktogon téri két lejárócsarnok
- Millenniumi emlékmű, Budapest, Hősök tere (1897–1905)[5] – Schickedanz Alberttel közösen
- Műcsarnok, Budapest, Hősök tere (1905)[5] – Schickedanz Alberttel közösen
- Szépművészeti Múzeum, Budapest, Hősök tere (1899–1907)[5] – Schickedanz Alberttel közösen